# Тростянецька сільська рада (Ківерцівський район)
Тростянецька сільська рада Тростянецької сільської територіальної громади (до 2018 року — Тростянецька сільська рада Ківерцівського району Волинської області) — орган місцевого самоврядування Тростянецької сільської територіальної громади Волинської області з розміщенням у с. Тростянець.

## Склад ради
Рада складається з 22-х депутатів та голови. Перші вибори депутатів ради громади та сільського голови відбулись 23 грудня 2018 року.
Було обрано 22 депутати; представництво за партіями: БПП «Солідарність» — 11, УКРОП — 8, Всеукраїнське об'єднання «Батьківщина» — 2 депутати та Радикальна партія Олега Ляшка — 1.
Головою громади обрали позапартійного самовисуванця Олександра Ковальчука, чинного Тростянецького сільського голову.

## Історія
До 10 січня 2019 року — адміністративно-територіальна одиниця у Ківерцівському районі Волинської області з підпорядкуванням сіл Тростянець, Лички, Острів, Хопнів, Яромель.
Рада складалась з 16 депутатів та голови.

### Населення
Згідно з переписом УРСР 1989 року чисельність наявного населення сільської ради становила 1831 особа, з яких 816 чоловіків та 1015 жінок.
За переписом населення України 2001 року в сільській раді мешкали 1673 особи.

### Мова
Розподіл населення за рідною мовою за даними перепису 2001 року:
| Мова       | Відсоток |
| ---------- | -------- |
| українська | 99,17 %  |
| російська  | 0,72 %   |
| білоруська | 0,06 %   |
| вірменська | 0,06 %   |

### Керівний склад сільської ради
| ПІБ                             | Основні відомості                                                 | Дата обрання | Дата звільнення |
| ------------------------------- | ----------------------------------------------------------------- | ------------ | --------------- |
| Ткачук Валерій Євгенович        | Сільський голова, 1967 року народження, освіта вища, безпартійний | 31.10.2010   | 06.11.2015      |
| Ковальчук Олександр Миколайович | Сільський голова, 1983 року народження, освіта вища, безпартійний | 06.11.2015   |                 |

Примітка: таблиця складена за даними джерела